# Íñigo Cuesta
Íñigo Cuesta López de Castro (Villarcayo, 2 giugno 1969) è un ex ciclista su strada spagnolo, professionista dal 1994 al 2011. Conta tre successi in carriera.

## Carriera
Passato professionista nel 1994 con la squadra basca Euskadi, si fa notare nel 1995 grazie ad un secondo posto nella Vuelta a Asturias. Nel 1996 firma per la ONCE con la quale, due anni più tardi, si impone nel Giro dei Paesi Baschi, sua prima vittoria da professionista.
Dopo aver vinto, nel 2000, una tappa al Critérium du Dauphiné Libéré, l'anno successivo passa alla Linda McCartney Racing Team. Tuttavia prima dell'inizio della stagione la squadra viene sciolta per problemi economici, e Cuesta passa così alla Cofidis. Dopo quattro anni di gregariato, si trasferisce alla Saunier Duval-Prodir, vincendo la quinta tappa nel Giro di Catalogna 2005.
Nella stagione 2006 corre per il Team CSC, con il compito di aiutare il caposquadra Carlos Sastre nella Vuelta a España. Dopo tre annate, nel 2009 segue il capitano al Cervélo TestTeam, dove corre a quarant'anni compiuti, raro esempio di longevità sportiva.
Nel 2010 portò a termine la sua diciassettesima Vuelta. Disputò l'ultima stagione della carriera con la Caja Rural, tuttavia annunciò nel mese d'agosto il proprio ritiro a causa della mancata convocazione per la Vuelta a España 2011.
Detiene il record di presenze alla Vuelta a España, a cui ha preso parte per 17 edizioni consecutive.

## Palmarès
- 1992 (dilettanti)

Subida a Gorla - Bergara
- 1998

Classifica generale Vuelta al País Vasco
- 2000

6ª tappa Critérium du Dauphiné Libéré
- 2005

5ª tappa Volta Ciclista a Catalunya Sornas (AND) > Ordino (AND)

### Altri successi
- 2005

Classifica scalatori Volta Ciclista a Catalunya
- 2006

1ª tappa Vuelta a España (cronosquadre)

## Piazzamenti

### Grandi giri
- Giro d'Italia

1999: 72º
2006: 52º
2010: 85º
- Tour de France

1996: ritirato (13ª tappa)
1997: 70º
2001: 63º
2002: 49º
2003: 127º
2007: 51º
2009: 87º
- Vuelta a España

1994: 15º
1995: ritirato (15ª tappa)
1996: 46º
1997: 60º
1998: 52º
1999: 45º
2000: ritirato (11ª tappa)
2001: 13º
2002: ritirato (8ª tappa)
2003: 22º
2004: ritirato (9ª tappa)
2005: 29º
2006: 27º
2007: 41º
2008: 37º
2009: 35º
2010: 26º

### Competizioni mondiali
- Campionati del mondo

Lugano 1996 - In linea: 31º